# هنري فين الأصغر
السير هنري فين (عمد بتاريخ 26 مارس عام 1613 - 14 يونيو عام 1662) وغالبًا ما يشار إليه باسم هاري فين أو هنري فين الأصغر لتمييزه عن والده هنري فين الأكبر، هو سياسي ورجل دولة وحاكم استعماري إنجليزي. عاش لفترة وجيزة في أمريكا الشمالية شاغلًا منصب حاكم مستعمرة خليج ماساتشوستس لولاية واحدة. دعم فين إنشاء كلية هارفرد ومستعمرة رود آيلاند التي أسسها روجر ويليامز. ودافع خلال ولايته كحاكم عن آن هاتشينسون وحقها في تدريس المواضيع الدينية في منزلها، وذلك بحكم كونه من الدعاة البارزين للتسامح الديني. وضعه موقفه هذا في صراع مباشر مع القادة البيوريتانيين في مستعمرة ماساشوستس. عاد إلى إنجلترا عقب خسارته الانتخابات وحظرت السيدة هاتشينسون من دخول المستعمرة في نهاية المطاف.
كان فين من قادة الفصيل البرلماني إبان الحرب الأهلية الإنجليزية، وكان على اتصال وثيق مع أوليفر كرومويل. لم يكن له يد في إعدام الملك تشارلز الأول ورفض أداء أي قسم يعبر فيه عن موافقته على هذا الفعل. خدم في مجلس الدولة الذي كان بمثابة الذراع التنفيذي للحكومة خلال فترة خلو العرش، ولكنه اختلف مع كرومويل على مسائل مرتبطة بالحكم ونحى نفسه عن السلطة حين أعلن كرومويل عن حل البرلمان في عام 1653. عاد إلى السلطة خلال فترة الكومنولث قصيرة الأجل من عام 1659 حتى عام 1660. مثل بقائه على قيد الحياة خطرًا بنظر الملك تشارلز الثاني نظرًا لنضاله من أجل إقرار إصلاحات حكومية ووضع دستور إلى جانب عدد من الحريات المدنية والدينية. وبالتالي اعتُقل تنفيذًا لأوامر صادرة عن الملك تشارلز الثاني عقب استرداده العرش. استثني فين من قانون التعويض والنسيان بعد نقاش مديد حول الأمر وهو ما ترتب عليه حرمانه من العفو الممنوح لمعظم الناس الذين كان لهم دور في الحرب الأهلية وفترة خلو العرش.
اتهمته هيئة المحلفين الكبرى في مقاطعة ميدلسكس بالخيانة العظمى بعدما قدم المدعي العام السير جيفري بالمر مجموعة من التهم بحقه في عام 1662، وذلك على الرغم من حصوله على عفو رسمي من الملك تشارلز الثاني. أدانته هيئة المحلفين الملكية بالجرم في ظل إجراءات قضائية حرم خلالها من حقه بالاستعانة بمحامٍ وفرصة إعداد دفاع قانوني تبعًا للأصول. سحب تشارلز العفو الذي أصدره بحق فين وقطع رأسه في تاور هيل بتاريخ 14 يونيو عام 1662.
اعتبره أقرانه السياسيين مديرًا كفئًا وسياسيًا ومفاوضًا تميز بمكره وقدرته على الإقناع. كان نهجه السياسي مدفوعًا برغبته في إحلال التسامح الديني خلال عصرٍ كانت الحكومات تستحدث فيه الكنائس الرسمية وتقمع الآراء المعارضة. كذلك كان قادرًا على بناء تحالفات عدة من أجل النهوض بأجندته على الرغم من أن آرائه لم تحظى بقبول الغالبية. لعبت الإجراءات التي اتخذها دورًا في صعود وسقوط الكومنولث الإنجليزي. ما تزال كتبه ومناشيره التي تناولت مجموعة من المواضيع الدينية والسياسية موضع تحليل حتى يومنا هذا. دعا في كتابه الذي حمل عنوان «السؤال الشافي» إلى عقد مؤتمر دستوري قبل أكثر من قرن من انعقاد المؤتمر الدستوري الأمريكي. لذلك تذكره ولايتي ماساتشوستس ورود آيلاند كأحد أوائل مناصري الحرية.

كتبت جمعية نيو إنجلاند للتاريخ والأنساب عنه في عام 1848:
تحتم على أولئك الذين اعتادوا النظر إلى الشخصية الحقيقية التي ميزت روجر ويليامز -رجلًا عظيمًا ورائعًا ومن الرائدين في إرساء الحرية الدينية وبالتالي السياسية- أن يصفوا السير هنري فين بنفس هذه الفضائل. صحيح أن الأخير لم يستقر هنا في أرضنا ولم يجبر على الطيران إلى البرية للتنعم بآرائه ولكنه مات من أجلهم في الوقت والزمان اللذين عادا فيه بالنفع الجليل على العالم. فإذا كان روجر ويليامز يستحق جل الثناء والمديح الذي تغدقه الأجيال اللاحقة عليه الآن والذي من المؤكد تعاظمه في المستقبل فإن السير هنري فين يستأهل أمرًا مماثلًا دون شك.

## النشأة
تعمد هنري فين في قرية دبدن بمقاطعة إسكس بتاريخ 26 مايو عام 1613، وهو الابن البكر لكل من السير هنري فين الأكبر المنتمي لطبقة أصحاب الأراضي وفرانسيس دارسي المنحدرة من طبقة النبلاء الصغرى. استخدم فين الأب أموال العائلة لشراء مناصب في البلاط وهو ما أوصله إلى منصب مراقب شؤون وزارة الأسرة المالكة في عام 1629. تلقى هنري تعليمه في مدرسة ويستمنستر وشمل زملاؤه في المدرسة كلًا من آرثر هيسلريج وتوماس سكوت اللذين أصبحا أيضًا من الشخصيات البارزة في الحياة السياسة الإنجليزية في ما بعد. كتب صديق فين وكاتب سيرته الذاتية جورج سايكس أن فين كان «يجهل الله» وهو ما جعل طباعه مقبولة بين أولئك الأشخاص المتصفين بحسن العشرة، ولكن مر بعدها بفترة من اليقظة الدينية حين كان في الرابعة عشر أو الخامسة عشر من العمر «وافترق عن أصحابه المرحين السابقين». التحق فين بالكلية المجدلية التابعة لجامعة أوكسفورد ودرس فيها على الرغم من رفضه أداء أقسام القبول اللازمة. سافر بعدها إلى أوروبا وهناك وردت أخبار عن دراسته في مدينة لايدن وذهابه إلى فرنسا وجنيف.
كان والد فين يشعر بالامتعاض من تبني ابنه لآراء بيوريتانية خشية أن يعيق ذلك فرص ارتقائه في البلاط. بادر فين الأب إلى إرسال شقيق هنري الأصغر إلى فيينا ليعمل مساعدًا عند السفير الإنجليزي روبرت أنسترذر في عام 1631. كان هذا على ما يبدو دورًا مميزًا للغاية إذ تضمنت كتابات فين في ذلك الوقت رسائل مشفرة وأخرى مكتوبة باللغة الفرنسية.
أرسِل فين الأب للتفاوض على عقد تحالف مع الملك السويدي غوستاف الثاني أدولف، ولكن كانت عدم رغبة الملك تشارلز في أخذ زمام المبادرة حيال الأمر أن أذهب هذه الجهود أدراج الرياح. اجتمع هنري بالملك عقب عودته إلى إنجلترا وشجعه والده على السعي لاغتنام منصب في الشقة الملكية الخاصة. باءت محاولات والده العديدة لحمله على التخلي عن آرائه المخالفة للجماعة دون نجاحٍ يذكر. قرر فين الذهاب إلى العالم الجديد والتحق بركب موجة الهجرة البيوريتانية حتى يمارس دينه كما يحلو له.

## الكومنولث وأوليفر كرومويل
صوت مجلس العموم على إلغاء السلطة الملكية ومجلس اللوردات بعد إعدام تشارلز. واستحدث مجلس الدولة الذي وقع على عاتقه أداء الوظائف التنفيذية المنوطة بالتاج والذي عين فين عضوًا فيه. رفض الأخير استلام منصبه قبل أن يسمح له بالعمل دون أداء أي قسم وتحديدًا القسم الأول الذي اشترط على المتعينين إبداء موافقتهم على قتل الملك. خدم هنري في العديد من اللجان التابعة للمجلس. وعين رئيسًا للجنة الأولى للتجارة المتأسسة عن القانون الذي صدر عن البرلمان بتاريخ 1 أغسطس عام 1650. كلفت اللجنة بالنظر في التجارة الداخلية والخارجية والشركات المتداولة والمصنعين والموانئ الحرة والجمارك والضرائب غير المباشرة والإحصائيات وصك العملة والتبادل التجاري والمسامك، بالإضافة إلى المزارع والسبل المثلى لتعزيز الرفاهية وإفادة إنجلترا. أفضت تعليمات القانون المحنكة والشاملة إلى جانب قانون أكتوبر الذي حظر الاتجار مع المستعمرات الموالية للنظام الملكي وقانون الملاحة الأول الذي صدر خلال السنة اللاحقة إلى تشكيل أول صياغة واضحة لسياسة إنجلترا التجارية.